# Kim cang lá xoan
Kim cang lá xoan hay kim cang lá to (danh pháp: Smilax ovalifolia) là một loài thực vật có hoa trong họ Smilacaceae. Loài này được Roxb. ex D.Don miêu tả khoa học đầu tiên năm 1825.